# Göstling (Gemeinde Aschbach-Markt)
Göstling ist ein Dorf in der Marktgemeinde Aschbach-Markt im Bezirk Amstetten in Niederösterreich.

## Geografie
Das Dorf liegt südöstlich von Aschbach-Dorf an den Landesstraßen L6214 und L6216 und besteht aus mehreren bäuerlichen Anwesen. Am 1. April 2020 umfasste das Dorf 10 Gebäude.

## Geschichte
In Folge der Theresianischen Reformen wurde der Ort dem Kreis Ober-Wienerwald unterstellt und nach dem Umbruch 1848 war er bis 1867 dem Amtsbezirk Seitenstetten zugeteilt.
Laut Adressbuch von Österreich waren im Jahr 1938 in Göstling vier Landwirte mit Direktvertrieb ansässig. Bis zur Eingemeindung nach Aschbach-Markt war der Ort ein Teil der damaligen Gemeinde Aschbach-Dorf.